# NGC 2898
NGC 2898 este o galaxie LINER situată în constelația Hidra. A fost descoperită în 6 februarie 1864 de către Albert Marth. Se află la o distanță de 106,68 megaparseci de Pământ.